# Чжу Ган
 Чжу Ган (朱棡; 18 декабря 1358 — 30 марта 1398) — китайский принц и военачальник, первый принц Цзинь (Цзинь-ван) (1370—1398).

## Биография
Родился 18 декабря 1358 года в Нанкине. Третий сын Чжу Юаньчжана (1328—1398), первого китайского императора из династии Мин Хунъу (1368—1398). Его матерью была императрица Ма (1332—1382), первая жена Чжу Юаньчжана. Чжу Юаньчжан в то время жил в Нанкине и участвовал в восстании красных повязок как один из генералов империи Сун. В 1368 году Чжу Юаньчжан стал императором империи Мин и за несколько лет объединил Китай под своей властью. В мае 1370 года он даровал семерым своим сыновьям титулы принцев (王, ван), Чжу Ган стал принцем Цзинь (晉王). [2]
Резиденции сыновей императора, отвечающих за оборону северных границ, в том числе Чжу Гана, базирующегося в Тайюане.
Достигнув совершеннолетия в 1378 году, он переселился в Тайюань, столицу провинции Шаньси, и хотя он не имел никакой власти над местным самоуправлением, личная гвардия, состоявшая из трех полков и большого двора во главе с опытными советниками и чиновниками, давала ему значительную власть. Руководствуясь художественными интересами, он собрал в своем дворце представительную коллекцию картин и каллиграфии, поддерживал местные буддийские монастыри.
С рубежа 1380-х и 1390-х годов Чжу Ган принадлежал нескольким сыновьям императора, поставленным во главе войск на северной и северо-западной границах. После чисток первой половины 1990-х годов он принял командование пограничными армиями вместе с Чжу Ди, которому помогали его младшие братья, князья Ци, Чу, Ляо и Сян.
Чжу Ган заболел в 1398 году и умер 30 марта того же года. У него было семь сыновей и три дочери. Его потомки носили титул принца Цзинь до 1648 года.